# Бік-Кармалинська сільська рада
Бік-Кармали́нська сільська рада (рос. Бик-Кармалинский сельский совет) — муніципальне утворення у складі Давлекановського району Башкортостану, Росія. Адміністративний центр — село Бік-Кармали.

## Населення
Населення — 941 особа (2019, 1094 в 2010, 1078 в 2002).

## Склад
До складу поселення входять такі населені пункти:
| Населений пункт     | Населення, осіб (2002) | Населення, осіб (2010) |
| ------------------- | ---------------------- | ---------------------- |
| Альметово, присілок | 14                     | 24                     |
| Бахча, присілок     | 77                     | 78                     |
| Бік-Кармали, село   | 284                    | 324                    |
| В'язовка, присілок  | 30                     | 16                     |
| Зоря, присілок      | 78                     | 65                     |
| Іскандарово, село   | 252                    | 254                    |
| Рубльовка, присілок | 114                    | 112                    |
| Хотімля, присілок   | 229                    | 221                    |